# Anna Sawai
Anna Sawai, född 11 juni 1992, är en nyzeeländsk skådespelare.
Sawai har bland annat medverkat i TV-serierna Monarch: Legacy of Monsters och Shōgun. Hon har även medverkat i filmen Fast & Furious 9.

## Filmografi (i urval)
- 2021 – Fast & Furious 9
- 2023 – Monarch: Legacy of Monsters (TV-serie)
- 2024 – Shōgun (TV-serie)